# Клоуновые
Клоуновые (лат. Antennariidae) — семейство лучепёрых рыб из отряда удильщикообразных, или морских чертей (Lophiiformes).

## Распространение
Встречаются повсеместно в тёплых тропических и субтропических водах Атлантического, Индийского и Тихого океанов, где их распространение ограничено, как правило изотермами в 20 °C или более. В некоторых местах проникают за пределы этой зоны: Азорские острова, Мадейра, Канарские острова, атлантическое побережье США, южное побережье Австралии и южная оконечность Новой Зеландии, побережье Японии, около Дурбана (Южная Африка, и Калифорния. Придонные рыбы, обитающие на глубинах до 300 м, исключение представляет единственный род Histrio, чьи представители плавают в толще воды в саргассовых зарослях.

## Описание
Обитатели коралловых рифов. Среднего размера и мелкие коренастые шаровидные рыбы длиной 5—40 см (самый крупный вид — Antennarius ocellatus). Обладают яркой и необычной внешностью, позволяющей им легко маскироваться (окраска от жёлтой и красной до тёмно-коричневой и чёрной). Тело сжатое с боков, высокое, покрыто разнообразной формы отростками и выступами, напоминающими листья или лишайники. Рот верхний, крупный; зубы мелкие острые; жаберные отверстия маленькие и расположены под основаниями грудных плавников. Могут ходить на парных плавниках по дну как наземные четвероногие животные. В спинном плавнике три луча, передний из которых превращен в подвижную удочку — иллиций (лат. illicium) с мясистой «приманкой» эской (лат. esca) на конце. Плотоядные рыбы, питаются рыбой и беспозвоночными.

## Классификация
12 родов, 45 видов. За двести лет было описано около 165 видов и подвидов этого семейства. Однако, после их полной ревизии это число уменьшилось более чем в 3 раза.
- Род Allenichthys Pietsch, 1984
  - Allenichthys glauerti (Whitley, 1944) — Клоун-алленихт[8]
- Род Antennarius Daudin, 1816 — Бородавчатые рыбы-клоуны
  - Antennarius biocellatus (Cuvier, 1817)
  - Группа видов A. nummifer
    - Antennarius analis (Schultz, 1957) — Гавайская бородавчатая рыба-клоун
    - Antennarius bermudensis Schultz, 1957
    - Antennarius coccineus (Lesson, 1831) — Алая бородавчатая рыба-клоун
    - Antennarius dorehensis Bleeker, 1859 — Новогвинейская бородавчатая рыба-клоун
    - Antennarius duescus Snyder, 1904 — Бородавчатая рыба-клоун Снайдера
    - Antennarius nummifer (Cuvier, 1817) — Красная бородавчатая рыба-клоун
    - Antennarius rosaceus Smith & Radcliffe, 1912
    - Antennarius sanguineus Gill, 1863

  - Группа видов A. pauciradiatus
    - Antennarius pauciradiatus Schultz, 1957
    - Antennarius randalli Allen, 1970

  - Группа видов A. pictus
    - Antennarius commersoni (Latreille, 1804) — Бородавчатая рыба-клоун Коммерсона
    - Antennarius maculatus (Desjardins, 1840)
    - Antennarius multiocellatus (Valenciennes, 1837) — Пятнистая бородавчатая рыба-клоун
    - Antennarius pardalis (Valenciennes, 1837)
    - Antennarius pictus (Valenciennes, 1837) — Разукрашенная бородавчатая рыба-клоун

  - Группа видов A. ocellatus
    - Antennarius avalonis Jordan & Starks, 1907 — Калифорнийская бородавчатая рыба-клоун
    - Antennarius indicus Schultz, 1964
    - Antennarius ocellatus (Bloch & Schneider, 1801) — Глазчатая бородавчатая рыба-клоун
    - Antennarius radiosus Garman, 1896 — Большеглазая бородавчатая рыба-клоун
    - Antennarius scriptissimus Jordan, 1902
    - Antennarius senegalensis Cadenat, 1959 — Сенегальская бородавчатая рыба-клоун

  - Группа видов A. striatus
    - Antennarius hispidus (Bloch & Schneider, 1801) — Косматая бородавчатая рыба-клоун
    - Antennarius striatus (Shaw, 1794) — Таитийская бородавчатая рыба-клоун
    - Antennarius sarasa Tanaka, 1916 — Азиатская бородавчатая рыба-клоун
- Род Antennatus Schultz, 1957 — Антеннатусы
  - Antennatus flagellatus Ohnishi, Iwata & Hiramatsu, 1997
  - Antennatus linearis Randall & Holcom, 2001
  - Antennatus strigatus (Gill, 1863) — Калифорнийский антеннатус
  - Antennatus tuberosus (Cuvier, 1817) — Карликовая бородавчатая рыба-клоун
- Род Echinophryne McCulloch & Waite, 1918 — Эхинофрины
  - Echinophryne crassispina McCulloch & Waite, 1918 — Толстопёрая эхинофрина
  - Echinophryne mitchellii (Morton, 1897)
  - Echinophryne reynoldsi Pietsch & Kuiter, 1984
- Род Histiophryne Gill, 1863 — Гистиофрины
  - Histiophryne bougainvilli (Valenciennes, 1837) — Австралийская гистиофрина
  - Histiophryne cryptacanthus (Weber, 1913)
  - Histiophryne maggiewalker Arnold & Pietsch, 2011[9]
  - Histiophryne psychedelica Pietsch, Arnold & Hall, 2009[10]
- Род Histrio Fischer, 1813 — Морские клоуны
  - Histrio histrio (Linnaeus, 1758) — Саргассовый морской клоун
- Род Kuiterichthys Pietsch, 1984 — Куитерихты
  - Kuiterichthys furcipilis (Cuvier, 1817) — Куитерихт
- Род Lophiocharon Whitley, 1933 — Лофиохароны
  - Lophiocharon hutchinsi Pietsch, 2004
  - Lophiocharon lithinostomus (Jordan & Richardson, 1908) — Филиппинский лофиохарон
  - Lophiocharon trisignatus (Richardson, 1844) — Австралийский лофиохарон
- Род Nudiantennarius Schultz, 1957
  - Nudiantennarius subteres (Smith & Radcliffe, 1912) — Голая рыба-клоун
- Род Phyllophryne Pietsch, 1984 — Филлофрины
  - Phyllophryne scortea (McCulloch & Waite, 1918) — Белопятнистая филлофрина
- Род Rhycherus Ogilby, 1907
  - Rhycherus filamentosus (Castelnau, 1872) — Кисточковая рыба-клоун
  - Rhycherus gloveri Pietsch, 1984
- Род Tathicarpus Ogilby, 1907 — Татикарпусы
  - Tathicarpus butleri Ogilby, 1907 — Татикарпус Батлера